# Harri Koskela
Harri Matias Koskela est un lutteur finlandais spécialiste de la lutte gréco-romaine né le 8 octobre 1965 à Lapua.

## Biographie
Lors des Jeux olympiques d'été de 1988, il remporte la médaille d'argent en combattant dans la catégorie des -82 kg. Il remporte également une médaille d'argent lors des Championnats du monde de 1990 et une médaille de bronze lors des championnats du monde de 1991, ainsi qu'une médaille de bronze lors des Championnats d'Europe de 1987.